# Strobilanthes setosa
Strobilanthes setosa är en akantusväxtart som beskrevs av John Richard Ironside Wood. Strobilanthes setosa ingår i släktet Strobilanthes och familjen akantusväxter. Inga underarter finns listade i Catalogue of Life.